# アグレッシブ (掃海艇)
アグレッシブ(USS Aggressive, AM/MSO-422)はアグレッシブ級掃海艇のネームシップである。この艦は米海軍において唯一のアグレッシブ(積極的、攻撃的の意)と命名された艦であり、この名前は後にジョン・F・ケネディの打ち出した「軍艦は『平和維持』のためにだけ存在すべし」という考えにおいて不適当だと誤解された。
アグレッシブはステファン・M・アーチャー婦人がスポンサーとなりコネチカット州スタンフォードのルーダーズ海洋建造で建造され、ニューヨークのブルックリン海軍工廠で竣工した。艦長にはLt. ローレンス・W・ケリーが就いた。

## 艦歴
1954年、アグレッシブはこの年の大半を改造のために工廠で過ごした。翌年2月、AM-422からMSO-422に種別が変更された。アグレッシブが配備されるとすぐにアメリカ南東の沿岸での掃海に参加した。1958年レバノン危機においては、米軍の輸送も行った。
アグレッシブの母港は、その生涯全てにおいてチャールストンで、そこにある海軍機雷戦学校やパナマシティの海軍機雷防御研究所、キーウェストの機雷評価委員会、フォートローダーデールの海軍砲研究試験機関においての練習船にもなっていた。また、アグレッシブは大西洋やカリブ海でのいくつかの艦隊演習にも参加した。
1970年10月1日には、アグレッシブの退役の準備が始まり、翌年7月2日に退役した。1975年2月28日に海軍の現役艦リストから名前が削除され、1980年5月にR・E・ウィリアムズにスクラップとして売却された。